# のぶニャがの野望
『のぶニャがの野望』（のぶニャがのやぼう）は、コーエーテクモゲームスが開発、DeNAが運営する、無料オンラインゲーム（ブラウザゲーム）である。日本国内においてはPC Webブラウザ、携帯電話、スマートフォン向けに提供された。また、台湾・香港・マカオ地域では『信喵之野望』の名でサービスされた。

## 特徴
コーエーテクモゲームス社の伝統的な看板タイトルである『信長の野望』（以下、『信長』）をもじった戦国シミュレーションゲームである。本家『信長』シリーズが、領国経営や合戦操作などを重視した本格的戦略シミュレーションであるのに対し、『のぶニャが』は手軽に遊べるよう、自分の里で育てた武将を5人部隊に編成して、他プレイヤーやNPCと戦うといった、育成・戦術面を重視している。
ゲームの最も大きな特徴は、登場する戦国武将がすべて猫で擬人化(擬獣化)されていることである。武将グラフィックも、重厚な雰囲気を持つ本家『信長』とは対照的に、かわいらしい猫の姿で描かれている。また、ねこ武将の名前は、史実の戦国武将の名前をアレンジしてあり、猫の鳴き声を取り入れたもの（ニャオえ兼続、ミャーもと武蔵など）、ネコ・キャットなどの語を織り込んだもの（ネコうそかべ親泰、キャットー清正など）、猫種名を挿入したもの（シャルトび佐助=猫種:シャルトリュー、伊達まシャムね=猫種:シャムなど）、史実名に「ニャン」の語尾をつけたもの（鶴姫ニャン、まつニャンなど女性が多い）など、様々なタイプがある。
戦闘はFlashで表現され、足軽・騎馬兵・鉄砲兵に扮した猫たちが戦うアニメーションを見ることができる（Mobage版は簡易表示）。
2011年2月22日（猫の日）よりYahoo!モバゲーにおいてプレオープン版として開始され、同年3月3日に正式サービスが開始。12月15日にMobage版（携帯電話用）へ対応。2012年2月22日よりAndroidスマートフォンへ対応となった。後にニコニコアプリ版、myGAMECITY版、dゲーム版、mixiゲーム版、コロプラ版が利用可能になった。
2020年5月11日、台湾・香港・マカオ地域向けの『信喵之野望』がサービス終了。
2020年12月22日、全プラットフォームのサービス終了が告知。
2021年2月22日、全プラットフォームでのサービスが終了した。

## ゲーム概要

### 目的
プレイヤーは戦国時代の傭兵団・御雇衆（おやといしゅう）の頭領となり、各地に散らばる大名家（全16家）から賊討伐の依頼を受けたり、合戦に参加することで報酬を得ることができる。そこで得た報酬で新たな武将を雇ったり、里で施設を建設したり、武将を育成することができる。この繰り返しにより、御雇衆を強化していき、「日本一の御雇衆」となることが目的である。

### 五輪玉とニャポ
ゲーム世界においては、五輪属性という概念が重要となっている。チュートリアルキャラクターである「ミャーもと武蔵」のモデル宮本武蔵の著書『五輪書』と同様、火・地・風・水・空の5元素から成っており、すべてのねこ武将は5種類の属性の中で、いずれか1つの得意属性を持つ。各属性は最大レベル20まで（5属性合計50まで）育成可能であるが、得意属性のレベルを他の属性が超えることはできない。
武将の各属性の育成に用いる資源が五輪玉である。五輪玉は賊討伐や合戦などの仕事を請け負うことで大名家から報酬として獲得できるほか、戦闘中に五輪奥義が発動することによっても入手できる。五輪玉は武将育成のほか、里の施設の建設などにも必要となっており、宝物庫を増やしたり増築することで貯蔵最大量を増やすことができる。
ニャポはゲーム内通貨にあたり、五輪玉と同様に報酬として獲得できる。ニャポ100を消費することで「ニャオみくじ」を引くことができ、新たなねこ武将を雇用することができる。なお通常の「ニャオみくじ」のほかに、課金することでより強い武将を入手できる「ニャオみくじ・特」「ニャオみくじ・改」や、合戦・ねこ場所の報酬として配布されるクーポンで引ける「ニャオみくじ・吉」「ニャオみくじ・福」などもある。期間限定で課金のニャオみくじが追加されることもある。また、交換所を利用することで、他のプレイヤーが育てたねこ武将をニャポで登用したり、逆に自分が育てた武将を他人に推挙してニャポを得ることも可能である。

### ねこ武将
武将には下から順に「並」「珍」「稀」「極」の4段階のランクがあり、概ね上位になるほど強いカードとなる（キャンペーンで配布される「宝」「誉」という特殊なカードもある）。ただし、武将ごとに設定されたコスト（1.0、1.5、2.0、2.5、3.0、4.0の6種類）によっても成長値が異なるため、単純にランクのみで強さが決まる訳ではない。中には複数のランクを持つ武将もおり（上杉ニャンしん（極）とニャがお景虎（稀）など名前が変わる場合もある）、同一武将は同時に出陣することはできない。また、武将はすべて足軽・騎馬・鉄砲いずれかの兵科を持つ。
ゲーム内においては、プレイヤーが雇用している武将は以下の3種類に分類されている。
出陣武将
賊討伐や全国対戦・合戦などに出陣する武将。最大5人、最低2人で編成できる。ただし、各武将に設定されたコストの合計が10以下にならなければならない。また、出陣武将に配置されている間は、武将強化の指南役にできない。
育成武将
里で待機している武将。修練でパラメータを上げたり、他の武将へ特技を伝授したりできる。また交換所でニャポを介して、他のプレイヤー保有の武将と取引（登用・推挙）することもできる。
保管武将
素のカードとして保管されている武将。そのままでは使用できず、活躍させるには育成武将へ移管する必要がある（一度移管すると、戻すことはできない）。同一種類のカードでも複数枚の保管が可能である。
保管武将は全武将の保有が可能であるが、育成武将・出陣武将の合計数は館のレベルによって上限がある。また、育成武将・出陣武将は何らかの行動（修練や出陣など）を行うごとに勲功が貯まっていく（最大255）。勲功が上がると、出陣時に必要な兵糧（行動力にあたる）が増加するなどのデメリットがある一方、他の武将に特技を伝えやすくなるなどのメリットもある。

### 里
プレイヤーの拠点となるのは里である。里には19の建設スペースが存在し（課金により4つの追加区画を一定期間利用できる）、大名家の許可によって様々な施設を建てることができる。それぞれの施設は1から9までの施設レベルを持ち、レベルが高いほど効果が高かったり、コマンドにかかる時間が短縮される。また、他プレイヤーの里も訪問することも可能で、対象プレイヤーに申請して戦友となれば、各種の訪問コマンドを行って報酬を得ることもできる。主な施設には以下のようなものがある。
館（御殿）
里の中心となる施設。増築してレベルを上げると御雇衆の総員数を増やすことができる。戦友の館へ表敬訪問するとニャポを入手できる。施設レベルが9を超えると「御殿」に変わる。
水田
行動力となる兵糧の回復量が増える。戦友の里の水田で作業を手伝うことで少量の兵糧を入手できる。
修練場
火・地・風・水・空の5種類。各属性を育成できる。レベルがあがった武将は特技を習得することもある。
兵糧庫・宝物庫
それぞれ兵糧、五輪玉の貯蔵最大量を増加できる
奥義開発所
戦闘中に発動する五輪奥義（必殺技）を作成できる。戦闘中に発動した奥義は、一部の戦闘をのぞき消費されるので、補充する必要がある。また戦友の開発所を訪問して五輪玉を得ることもできる。施設レベルが9を超えると「奥義開発所【極】」に変わる。
温泉
兵士数を通常より早く回復できる。兵士は武将の体力にあたり、最大は1000(武将覚醒によりこれ以上になることもある)。戦闘によって減少する。
楽市楽座
属性の異なる五輪玉を両替できる。また兵糧への交換も可能（兵糧から五輪玉へは変換できない）。
里門
全国対戦・ねこ場所へ出陣できる。
連携道場
2人の武将の相性を上げる。相性が高いペアは戦闘中に五輪奥義を発動しやすい。
練兵場
足軽・騎馬・鉄砲の3種類。それぞれの兵科の進撃力、守備力を高めることが出来る。

### 五輪奥義
五輪奥義は、相性の良い武将2人によって戦闘中に発動される必殺技である。一回の出陣で5種類まで装備可能であるが、すべて発動するとは限らず、発動されると消費される。武将が移動や攻撃を行うことで貯まっていく五輪奥義ゲージいっぱいまで達すると1回発動可能となる。奥義にもレベル（1から5まで）や五輪属性があり、発動の結果五輪玉を入手できる。また奥義の種類によっては武将の職業（忍者・剣豪など）や、血縁・夫婦関係などの発動条件が必要なものもある。
五輪奥義は里の奥義開発所で五輪玉や他の五輪奥義を利用して作成することができる（レベル3まで）ほか、賊討伐や合戦の報酬で得られることもある。

### 武将強化
武将は1体につき、最大3つまで特技を持たせることが可能である。通常は修練場で属性レベルを上げることによって修得可能であるが、他の武将から移植したり強化することもできる（特技の種類によっては移植不可能なものもある）。武将強化には3種類あり、特技を移植する「特技伝授」、特技レベルを上昇させる「特技強化」、修練レベル合計の最大値を上げることができる「器量上げ」（通常の50から最大80まで上昇可能）がある。各特技のレベルは最大5であるが、修練では3までしか上げられないため、4以上にするには特技強化を行う必要がある。
特技伝授に使用した指南役（教える側の武将）は、強化の成功・失敗にかかわらず消失する。武将強化の成功率は、対象となる特技のレベルのほか、2人の武将の相性や五輪属性、勲功値、カードのランクなどが影響する。

## 定期イベント
定期的なイベントとして、合戦とねこ場所が交互に開催されている。

### 合戦
2つの大名家が合戦場でぶつかり合う。一度に東西2箇所の合戦場で開催される（稀に1箇所の場合もある）。合戦に参加する場合、いずれかの大名家へ加勢する（その合戦の途中で所属を変えることはできない）。上・中・下に分けられた3陣いずれかに出陣し、相手側大名家に加勢したプレイヤーと対戦して戦果を挙げていく。合戦において出陣武将は、一度出陣すると、30分経過するか、10連勝するか、敗北するかのいずれかになるまで帰還しない。参加者の戦果の合計が高い大名家がその陣を破ったことになり、一番奥の陣が破られた側が負けとなる。最短で3日間、最長で5日間で決着がつくようになっており、勝利側の参戦者は一定の戦果に達していれば、終戦後に報酬が得られる。また、成績上位者（七本槍）には特別な報酬が与えられる。
合戦においては、加勢した大名家によって、ランダムで各大名専用の五輪奥義が入手できることがある。

### ねこ場所
20人ごとにグループ化されたプレイヤー同士の戦いで順位を競うイベント。初日・中日・千秋楽の3日間開催。開催3日前から登録が受け付けられ、参加するには前日までに登録を済ませておく必要がある（初日に登録した場合には中日から参加可能となる）。序ノ口から大関に至るまで、大相撲を模した番付が設定されており、1日ごとの順位が3位以内なら1段階昇進、18位以下なら1段階陥落となる。1日ごとの順位によって賞品が得られる。
ねこ場所の最大の特徴は、出陣に際して課せられる「お題」が存在することである。「女性武将を総大将にして戦え！」「騎馬武将以外で戦え！」など、通常の戦闘にはない「お題」が登録条件となっており、内容は毎回異なる（開催中の3日間は不変である）。このため、普段使用している出陣武将とは違う、お題に適した編成を考えながら、相手関係を見つつ、戦うことが要求される。

## 舞台
制作は「弐」までがタンバリンプロデューサーズ、「幸村と五輪の剣」からADKアーツ。脚本はまつだ壱岱。演出も「弐」までまつだ壱岱、「幸村と五輪の剣」からキムラ真。
舞台 のぶニャがの野望
2013年10月2日から6日まで、東京・六行会ホールにて全9回上演。出演は井深克彦、中村龍介、鳥越裕貴、寿里、中塚智実ほか。
のぶニャがの野望 弐（にゃん）
2014年11月19日から24日まで、東京・シアターサンモールにて全9回公演。前作より出演の井深克彦、寿里のほか、渡辺和貴、椎名鯛造、Kimeruなどが出演。
のぶニャがの野望 幸村と五輪の剣
2016年2月3日から7日まで、東京・スペース・ゼロにて上演。小笠原健、富田翔、荒木健太朗、井深克彦などが出演。
舞台 のぶニャがの野望 番外公演　ねこ軍議〜飼い猫はどいつニャ？〜
2016年3月1日から6日まで、東京・笹塚ファクトリーにて全10上演。紅葉美緒、いいだゆか、石川正人、磯村洋介、鵜飼主水 などが出演。
2016年8月5日から14日まで、東京・労音大久保会館R'sアートコートにて全16上演。縣みりあ・赤沼杏奈・安部凌一郎・伊藤智則などが出演。
2016年8月20日 - 21日まで、米原市民交流プラザ・ルッチプラザにて全4上演。梅田悠、小栗諒、楠世蓮、小林瑞紀、小林涼などが出演。
省略しているが、各回のキャストは一部共通している。
人猫「このニャかに人猫（じんびょう）がいるニャ」～「のぶニャがの野望」トライアル公演～
初演は「人猫（じんびょう）」のタイトルで2014年9月10日から15日まで、eki地下リバティにて全13回公演。井深克彦、中村龍介などが出演。
現タイトルで2015年12月16日から2015年12月23日まで、東京・俳優座劇場にて全9上演。相田瑠菜、紅葉美緒、足立英昭、磯村洋介などが出演。
省略しているが、各回のキャストは一部共通している。ねこ武将達が、現在人気のテーブルゲーム「人狼」を元に戦う。本作は、初演はタンバリンプロデューサーズ、現タイトル（トライアル公演）はADKアーツが制作。

## その他
- プロモーションの一環として、テレビ番組『戦国鍋TV 〜なんとなく歴史が学べる映像〜』（tvkなど）で2011年4月から9月まで、『のぶニャがの野望』の武将が登場するFlashアニメによる15秒ほどのミニコーナーが放映されていた。
- コーエーテクモゲームス開発の他のオンラインゲームとコラボレーション企画を行うことが多く、『信長の野望Online』、『大航海時代Online』、『真・三國無双Online』、『100万人の信長の野望』などとタイアップし、それぞれのタイトルにちなんだ限定カードが配布されたことがある。『信長の野望Online』とのコラボでは、開発プロデューサーとTwitter広報担当との間で、頭髪を賭けたイベント勝負が格闘技団体SMASHを交えて行われ、『のぶニャが』側が敗れて広報担当がSMASHの会場後楽園ホールでTAJIRI選手に丸刈りにされたことがある[11]。
- ねこ武将の織田のぶニャが、うつのミャー国綱、伊達まシャムねの3体は着ぐるみが制作されており、ゲーム関係のイベントだけではなく各地の歴史ファン向けイベント、ゆるキャライベント等にも参加している。
- 2016年4月2日に発売されたニンテンドー3DS用ソフト『妖怪三国志』にコラボキャラ（ともだち妖怪）として織田のぶニャがが登場している。
- 2017年3月30日発売のアクションゲーム『無双☆スターズ』に、プレイアブルキャラクターとして織田のぶニャ（声 - 武内駿輔）が登場。